# Николиција
Николиција је насеље у Италији у округу Агриђенто, региону Сицилија.
Према процени из 2011. у насељу је живело 54 становника. Насеље се налази на надморској висини од 94 м.